# Якутский областной комитет КПСС
Якутский областной (республиканский) комитет КПСС — центральный партийный орган, существовавший в Якутской АССР с декабря 1922 года по 6 ноября 1991 года.

## История
- В декабре 1922 года образован Якутский областной комитет РКП(б).
- В декабре 1925 Якутский областной комитет РКП(б) переименован в Якутский областной комитет ВКП(б).
- 13 октября 1952 года Якутский областной комитет ВКП(б) переименован в Якутский областной комитет КПСС.
- 20 сентября 1990 Якутский областной комитет КПСС преобразован в Якутский республиканский комитет КП РСФСР (в составе КПСС).
- 23 августа 1991 года деятельность КП РСФСР приостановлена, а 6 ноября того же года запрещена.

## Первые секретари РКП(б) / ВКП(б) / КПСС

### Ответственный секретарь
- Аммосов, Максим Кирович (январь 1923 — март 1923)
- Герценберг, Константин Рудольфович[якут.] (март 1923 — декабрь 1923)
- Пестун, Ефим Григорьевич (декабрь 1923 — июнь 1925)
- Дьяков, Василий Владимирович (13.09.1925 — январь 1926)
- и. о. Аржаков, Степан Максимович (январь — апрель 1926)
- и. о. Габышев, Александр Гаврилович (апрель — июнь 1926)
- Барахов, Исидор Никифорович (июнь 1926 — март 1928)
- и. о. Габышев, Александр Гаврилович (март 1928 — декабрь 1928)
- Барышев, Николай Иванович (декабрь 1928 — 31.03.1930)
- и. о. Окоёмов, Николай Николаевич (31 марта — 04.07.1930)
- Певзняк, Павел Матвеевич (октябрь 1930 — август 1931)

### Первые секретари
- Певзняк, Павел Матвеевич (13.08.1931 — январь 1939)
- Степаненко, Ион Лукич (февраль 1939 — август 1943)
- Масленников, Георгий Иванович (август 1943 — декабрь 1946)
- Винокуров, Илья Егорович (декабрь 1946 — май 1951)
- Борисов, Семён Захарович (май 1951 — октябрь 1965)
- Чиряев, Гавриил Иосифович (октябрь 1965 — 09.05.1982)
- вакансия, и. о. 2-й секретарь Якутского областного комитета КПСС (09.05.1982 — июнь 1982)
- Прокопьев, Юрий Николаевич (июнь 1982 — 23.08.1991)